# Libri americani de I tre investigatori

## Elenco di libri

### SerieI tre investigatori
| N° | Romanzo                                                          | Autore        | Anno  |
| -- | ---------------------------------------------------------------- | ------------- | ----- |
| 1  | Il castello del terrore (The Secret of Terror Castle)            | Robert Arthur | 1964  |
| 2  | Il pappagallo balbuziente (The Mystery of the Stuttering Parrot) | Robert Arthur | 1964  |
| 3  | La mummia sussurrante (The Mystery of the Whispering Mummy)      | Robert Arthur | 1965  |
| 4  | Il fantasma verde (The Mystery of the Green Ghost)               | Robert Arthur | 1965  |
| 5  | Il tesoro scomparso (The Mystery of the Vanishing Treasure)      | Robert Arthur | 1966  |
| 6  | L'isola dello scheletro (The Secret of Skeleton Island)          | Robert Arthur | 1966  |
| 7  | L'occhio di fuoco (The Mystery of the Fiery Eye)                 | Robert Arthur | 1967  |
| 8  | Il principe e il ragno (The Mystery of the Silver Spider)        | Robert Arthur | 1967  |
| 9  | L'orologio che urla (The Mystery of the Screaming Clock)         | Robert Arthur | 1968  |
| 10 | La caverna del diavolo (The Mystery of the Moaning Cave)         | William Arden | 1968  |
| 11 | Il teschio parlante (The Mystery of the Talking Skull)           | Robert Arthur | 1969  |
| 12 | L'amuleto d'oro (The Mystery of the Laughing Shadow)             | William Arden | 1969  |
| 13 | Il gatto sciancato (The Secret of the Crooked Cat)               | William Arden | 1970  |
| 14 | Il drago raffreddato (The Mystery of the Coughing Dragon)        | Nick West     | 1970  |
| 15 | L'aquila scarlatta (The Mystery of the Flaming Footprints)       | M. V. Carey   | 1971  |
| 16 | Il leone nervoso (The Mystery of the Nervous Lion)               | Nick West     | 1971  |
| 17 | Il canto del serpente (The Mystery of the Singing Serpent)       | M. V. Carey   | 1972  |
| 18 | Una strana eredità (The Mystery of the Shrinking House)          | William Arden | 1972  |
| 19 | Il diario del marinaio (The Secret of Phantom Lake)              | William Arden | 1973  |
| 20 | Il mostro della montagna (The Mystery of Monster Mountain)       | M. V. Carey   | 1973  |
| 21 | Lo specchio incantato (The Secret of the Haunted Mirror)         | M. V. Carey   | 1974  |
| 22 | Gli indovinelli del morto (The Mystery of the Dead Man's Riddle) | William Arden | 1974  |
| 23 | Il cane invisibile (The Mystery of the Invisible Dog)            | M. V. Carey   | 1975  |
| 24 | La miniera abbandonata (The Mystery of Death Trap Mine)          | M. V. Carey   | 1976  |
| 25 | Il diavolo danzatore (The Mystery of the Dancing Devil)          | William Arden | 1976  |
| 26 | La spada del conquistatore (The Mystery of the Headless Horse)   | William Arden | 1977  |
| 27 | Il bosco delle streghe (The Mystery of the Magic Circle)         | M. V. Carey   | 1978  |
| 28 | Un sosia per Jupiter (The Mystery of the Deadly Double)          | William Arden | 1978  |
| 29 | Le formiche guerriere (The Mystery of the Sinister Scarecrow)    | M. V. Carey   | 1979  |
| 30 | Duello sotto il mare (The Secret of Shark Reef)                  | William Arden | 1979  |
| 31 | The Mystery of the Scar-Faced Beggar                             | M. V. Carey   | 1981  |
| 32 | The Mystery of the Blazing Cliffs                                | M. V. Carey   | 1981  |
| 33 | The Mystery of the Purple Pirate                                 | William Arden | 1982  |
| 34 | The Mystery of the Wandering Cave Man                            | M. V. Carey   | 1982  |
| 35 | The Mystery of the Kidnapped Whale                               | Marc Brandel  | 1983  |
| 36 | The Mystery of the Missing Mermaid                               | M. V. Carey   | 1983  |
| 37 | The Mystery of the Two-Toed Pigeon                               | Marc Brandel  | 1984  |
| 38 | The Mystery of the Smashing Glass                                | William Arden | 1984  |
| 39 | The Mystery of the Trail of Terror                               | M. V. Carey   | 1984  |
| 40 | The Mystery of the Rogues' Reunion                               | Marc Brandel  | 1985  |
| 41 | The Mystery of the Creep-Show Crooks                             | M. V. Carey   | 1985  |
| 42 | The Mystery of Wrecker's Rock                                    | William Arden | 1986  |
| 43 | The Mystery of the Cranky Collector                              | M. V. Carey   | 1987  |
| -  | The Mystery of the Ghost Train                                   | M. V. Carey   | [ 1 ] |

### SerieFind Your Fate Mysteries
| N° | Romanzo                          | Autore                         | Anno |
| -- | -------------------------------- | ------------------------------ | ---- |
| 1  | RH1 Case of the Weeping Coffin   | Megan Stine e H. William Stine | 1985 |
| 2  | RH2 Case of the Dancing Dinosaur | Rose Estes                     | 198? |
| 3  | RH3 Case of the House of Horrors | Megan Stine e H. William Stine | 198? |
| 4  | RH4 Case of the Savage Statue    | M.V. Carey                     | 1987 |

### SerieCrimebusters
| N° | Romanzo           | Autore                         | Anno |
| -- | ----------------- | ------------------------------ | ---- |
| 1  | Hot Wheels        | William Arden                  | 1989 |
| 2  | Murder to Go      | Megan Stine e H. William Stine | 1989 |
| 3  | Rough Stuff       | G.H. Stone                     | 1989 |
| 4  | Funny Business    | William MacCay                 | 1989 |
| 5  | An Ear for Danger | Marc Brandel                   | 1989 |
| 6  | Thriller Diller   | Megan Stine e H. William Stine | 1989 |
| 7  | Reel Trouble      | G.H. Stone                     | 1989 |
| 8  | Shoot the Works   | William MacCay                 | 1990 |
| 9  | Foul Play         | Peter Lerangis                 | 1990 |
| 10 | Long Shot         | Megan Stine e H. William Stine | 1990 |
| 11 | Fatal Error       | G.H. Stone                     | 1990 |
| 12 | Brain Wash        | Peter Lerangis                 | 2011 |
| 13 | High Strung       | G.H. Stone                     | 2011 |